# 庆祝中华人民共和国成立七十周年国家广播电视总局优秀剧目展播
庆祝中华人民共和国成立七十周年国家广播电视总局优秀剧目展播是中华人民共和国国家广播电视总局在2019年部署的一项活动，展播自2019年8月26日开始，持续百日，因此被简称为百日展播。
2019年7月29日，国家广播电视总局电视剧司发布《关于做好庆祝新中国成立70周年电视剧展播工作的通知》。文件列出了国家广播电视总局选出的86部参考剧目名单，“供全国各级电视台尤其是省级卫视选购播出”；通知要求，展播活动期间，电视台不得播出娱乐性较强的古装剧、偶像剧；推荐片单外的剧目如果契合主题，也可以申报列入播出计划；展播时，电视台需加上“庆祝中华人民共和国成立七十周年国家广播电视总局优秀剧目展播”标识。8月25日，国家广播电视总局在青岛东方影都大剧院举行“我爱你中国——国家广播电视总局优秀电视剧百日展播活动”，北京卫视、东方卫视、浙江卫视、湖南卫视、山东卫视、爱奇艺、优酷、腾讯视频、芒果TV均安排直播。
有媒体注意到，在活动开始前的6月份、7月份，多部中国大陆古装剧毫无预兆地突然集体上线。《陈情令》微博已有一年停止更新，突然在6月27日宣布当晚上映；同日《长安十二时辰》上映。《大宋少年志》和《九州缥缈录》分别在6月初和7月中旬上映。此外，多部电视剧加快了播出进度，甚至几次加快进度。例如，《陈情令》于7月1日从每周更新四集增为六集，7月29日再次提高更新频率；《长安十二时辰》、《宸汐缘》和《九州缥缈录》也用类似的方式加快了更新速度。

## 剧目名单
以下按广电总局电视剧司通知中的排序，列出全部86部参考剧目。
| 序號 | 節目名稱                   | 播放頻道                     | 播映狀況           | 備註                                                   |
| ---- | -------------------------- | ---------------------------- | ------------------ | ------------------------------------------------------ |
| 1    | 《可爱的中国》             | 央視一套                     | 播映完畢           |                                                        |
| 2    | 《伟大的转折》             | 央視一套                     | 播映完畢           |                                                        |
| 3    | 《重庆谈判》               |                              | 即將播映           |                                                        |
| 4    | 《人民的选择》             |                              | 即將播映           |                                                        |
| 5    | 《人民总理周恩来》         |                              | 即將播映           |                                                        |
| 6    | 《外交风云》               | 北京衛視、廣東衛視           | 播映完畢           |                                                        |
| 7    | 《觉醒年代》               | 央視一套                     | 播映完畢（2021年） |                                                        |
| 8    | 《太行之脊》               | 央視一套                     | 播映完畢（2020年） | 「紀念抗戰勝利75週年播出參考劇目」之一                 |
| 9    | 《绝境铸剑》               | 央視一套                     | 播映完畢           |                                                        |
| 10   | 《激情的岁月》             | 央視一套                     | 播映完畢           |                                                        |
| 11   | 《希望的大地》             | 央視一套                     | 播映完畢           | 原名《希望的田野》                                     |
| 12   | 《奋进的旋律》             | 央視一套                     | 播映完畢（2020年） |                                                        |
| 13   | 《一诺无悔》               | 央視一套                     | 播映完畢（2020年） | 原名《廖俊波》                                         |
| 14   | 《谷文昌》                 | 央視一套                     | 播映完畢（2020年） |                                                        |
| 15   | 《中国天眼》               |                              | 即將播映           |                                                        |
| 16   | 《在远方》                 | 浙江衛視、東方衛視           | 播映完畢           |                                                        |
| 17   | 《奔腾年代》               | 浙江衛視、東方衛視           | 播映完畢           |                                                        |
| 18   | 《父亲的草原母亲的河》     | 央視八套                     | 播映完畢（2023年） |                                                        |
| 19   | 《库尔班大叔和他的子孙们》 | 安徽卫视                     | 播映完畢（2023年） |                                                        |
| 20   | 《飞天英雄》               |                              | 播映完畢（2021年） | 曾於2021年7月在南京新闻综合频道播放                    |
| 21   | 《向天》                   |                              | 即將播映           |                                                        |
| 22   | 《陆战之王》               | 浙江衛視、東方衛視           | 播映完畢           |                                                        |
| 23   | 《蓝军出击》               | 江蘇衛視                     | 播映完畢（2020年） |                                                        |
| 24   | 《創業年代》               | 央視一套                     | 播映完畢（2020年） | 原名《大時代》                                         |
| 25   | 《最好的时代》             | 湖南衛視                     | 播映完畢（2020年） |                                                        |
| 26   | 《特赦1959》               | 央視一套                     | 播映完畢           |                                                        |
| 27   | 《决胜法庭》               | 浙江衛視、江蘇衛視           | 播映完畢（2020年） |                                                        |
| 28   | 《激荡》                   | 湖南衛視                     | 播映完畢           |                                                        |
| 29   | 《空降利刃》               | 江蘇衛視                     | 播映完畢           | 「改革開放40週年」獻禮劇之一                           |
| 30   | 《遇见幸福》               | 湖南衛視                     | 播映完畢           |                                                        |
| 31   | 《蓝盔特战队》             | 咪咕视频、搜狐视频、西瓜视频 | 播映完畢（2024年） |                                                        |
| 32   | 《飞行少年》               | 安徽衛視、深圳衛視           | 播映完畢           |                                                        |
| 33   | 《寻找北极星》             |                              | 即將播映           | 「脫貧攻堅重點劇目」之一                               |
| 34   | 《欢喜盈门》               | 安徽衛視                     | 播映完畢           |                                                        |
| 35   | 《好雨知时节》             | 山東衛視                     | 播映完畢（2021年） | 「脫貧攻堅重點劇目」之一                               |
| 36   | 《我们在梦开始的地方》     | 浙江衛視、江蘇衛視           | 播映完畢（2020年） | 「脫貧攻堅重點劇目」之一                               |
| 37   | 《都是一家人》             | 央視八套                     | 播映完畢           |                                                        |
| 38   | 《奋斗者的新时代》         |                              | 即將播映           | 原名《时代交响曲》                                     |
| 39   | 《温州三家人》             | 央視八套                     | 播映完畢（2021年） |                                                        |
| 40   | 《国家孩子》               | 央視八套                     | 播映完畢           |                                                        |
| 41   | 《你好检察官》             | 浙江衛視                     | 播映完畢（2021年） |                                                        |
| 42   | 《燃烧》                   | 東方衛視、北京衛視           | 播映完畢（2020年） |                                                        |
| 43   | 《警官王快乐》             | 北京衛視                     | 播映完畢（2022年） | 曾於2019年5月在徐州经济生活频道播放                    |
| 44   | 《第三警区》               |                              | 即將播映           |                                                        |
| 45   | 《你永远在我身边》         |                              | 即將播映           |                                                        |
| 46   | 《我在北京等你》           | 浙江衛視、江蘇衛視           | 播映完畢（2020年） |                                                        |
| 47   | 《新一年又一年》           | 騰訊視頻、愛奇藝             | 播映完畢（2024年） |                                                        |
| 48   | 《幸福院》                 | 央視八套                     | 播映完畢（2020年） |                                                        |
| 49   | 《了不起的儿科医生》       | 北京衛視、深圳衛視           | 播映完畢（2020年） |                                                        |
| 50   | 《青春抛物线》             | 愛奇藝、騰訊視頻、優酷       | 播映完畢           | 「改革開放40週年」獻禮劇之一                           |
| 51   | 《荣耀乒乓》               | 愛奇藝                       | 播映完畢（2021年） | 原名《荣耀之路》                                       |
| 52   | 《夺金》                   | 央視八套                     | 播映完畢（2021年） |                                                        |
| 53   | 《海洋之城》               | 江蘇衛視                     | 播映完畢（2021年） |                                                        |
| 54   | 《正青春》                 | 浙江衛視、東方衛視           | 播映完畢（2021年） |                                                        |
| 55   | 《甜蜜》                   | 央視八套                     | 播映完畢（2021年） |                                                        |
| 56   | 《山月不知心底事》         | 江蘇衛視                     | 播映完畢           |                                                        |
| 57   | 《热爱》                   | 北京衛視                     | 播映完畢           |                                                        |
| 58   | 《非常营救》               |                              | 即將播映           |                                                        |
| 59   | 《天涯热土》               | 央視一套                     | 播映完畢（2020年） | 原名《我爱你，祖国》                                   |
| 60   | 《小镇警事》               | 央視八套                     | 播映完畢（2020年） | 曾於2019年9月在枣庄公共频道播放                        |
| 61   | 《下一站是幸福》           | 湖南衛視                     | 播映完畢（2020年） |                                                        |
| 62   | 《如果岁月可回头》         | 東方衛視、北京衛視           | 播映完畢（2020年） |                                                        |
| 63   | 《守候明天》               |                              | 即將播映           |                                                        |
| 64   | 《越过山丘》               | 江蘇衛視                     | 播映完畢（2020年） |                                                        |
| 65   | 《花开时节》               | 央視八套                     | 播映完畢           |                                                        |
| 66   | 《在桃花盛开的地方》       | 央視八套                     | 播映完畢           |                                                        |
| 67   | 《奋斗吧！青春》           |                              | 即將播映           |                                                        |
| 68   | 《新世界》                 | 北京衛視、東方衛視           | 播映完畢（2020年） |                                                        |
| 69   | 《老酒馆》                 | 北京衛視、廣東衛視           | 播映完畢           |                                                        |
| 70   | 《光荣时代》               | 北京衛視、江蘇衛視           | 播映完畢           |                                                        |
| 71   | 《红鲨突击》               | 河南衛視、廣西衛視           | 播映完畢           | 曾於2019年2月在江阴电视台新闻综合频道播放              |
| 72   | 《我们的青春之歌》         |                              | 即將播映           |                                                        |
| 73   | 《猎狼刀》                 | 甘肃衛視                     | 播映完畢（2025年） | 原名《陇原英雄传》 曾於2019年2月在南通新闻综合频道播放 |
| 74   | 《立秋》                   |                              | 播映完畢（2021年） | 曾於2021年7月在寧波新闻综合频道播放                    |
| 75   | 《运河风流》               | 北京衛視                     | 播映完畢（2022年） |                                                        |
| 76   | 《瞄准》                   | 浙江衛視、東方衛視           | 播映完畢（2020年） |                                                        |
| 77   | 《隐秘而伟大》             | 央視八套                     | 播映完畢（2020年） |                                                        |
| 78   | 《霞光》                   | 央視八套                     | 播映完畢（2021年） | 原名《碧海丹心》 曾於2019年7月在辽宁经济频道播放       |
| 79   | 《谍战深海之惊蛰》         | 湖南衛視                     | 播映完畢           | 「紀念抗戰勝利75週年播出參考劇目」之一                 |
| 80   | 《信仰》                   | 東方衛視                     | 播映完畢（2022年） |                                                        |
| 81   | 《河山》                   | 北京衛視                     | 播映完畢           | 「紀念抗戰勝利75週年播出參考劇目」之一                 |
| 82   | 《长河落日》               |                              | 即將播映           |                                                        |
| 83   | 《铸匠》                   | 央視八套                     | 播映完畢（2021年） |                                                        |
| 84   | 《归鸿》                   | 江蘇衛視                     | 播映完畢           |                                                        |
| 85   | 《天下娘亲》               |                              | 即將播映           | 「紀念抗戰勝利75週年播出參考劇目」之一                 |
| 86   | 《大英雄》                 |                              | 播映完畢（2021年） | 曾於2021年10月在东方影视频道播放                       |

## 其他
2020年7月，廣電總局发布关于开展“关于做好纪念抗战胜利75周年电视剧播出安排的通知”的通知，1)指出自即日起各级电视播出机构特别是电视上星综合频道要精心遴选播出抗战题材优秀电视剧；2.抗战剧展播要进行科学合理编排，分批次、分层次、有节奏地推出，注意与9月3日中国人民抗日战争胜利纪念日重要时间节点相结合，与脱贫攻坚题材电视剧播出安排融合协同；3.各级播出机构要把好导向关、内容关、播出关，严格落实播前审查、重播重审制度，不得播出违背常识常理、随意戏说解读历史、过度娱乐化的抗战题材电视剧。同时广电公布了24部纪念抗战胜利75周年播出参考剧目(参考剧目中有新剧、有老剧)。

## 相關
- 脱贫攻坚题材重点电视剧展播